# Roure de Ca n'Ametller
El Roure de Ca n'Ametller (Quercus humilis) és un arbre que es troba a Castellbisbal (el Vallès Occidental), el qual és el roure martinenc conegut més gros de tota la comarca.

## Dades descriptives
- Perímetre del tronc a 1,30 m: 4,12 metres.
- Alçada: 18,1 m.
- Amplada de la capçada: 13 x 18 m (amplada mitjana capçada: 15,5 metres)
- Altitud sobre el nivell del mar: 180 m.[1]

## Entorn
Destaca enmig d'un paisatge amb una vegetació (roures i alzines que formen una clapa boscosa de gran alçada) renascuda després dels incendis forestals de Catalunya de 1994. A tocar de la base del tronc hi ha la bassa de rec que recollia l'aigua d'una deu.

## Aspecte general
Els anys li pesen i la soca mostra l'empremta de l'envelliment, però encara manté la capçada vigorosa. Una enorme branca caiguda durant les nevades del 2004 va estellar la base del tronc. La ferida fou atacada per fongs i insectes, i, avui dia, una part de la soca és morta. La resta mostra senyals de l'atac d'insectes devoradors de fusta. Actualment se li estan fent tots els tractaments necessaris per mantenir-lo en bon estat de salut. Les seues dimensions i alçada fan pensar que és centenari.

## Accés
Es troba a llevant de la masia de Ca n'Ametller, prop de la riera de Salzes (en tractar-se d'una finca particular, l'accés és restringit i cal demanar autorització per entrar-hi). Des de Terrassa, cal prendre la carretera C-243 en direcció a Martorell. Al quilòmetre 5,3, just després de passar un centre de jardineria (venint de Terrassa), tombem a la dreta per prendre la pista de terra que mena a Ca n'Ametller (tanca de ferro: accés restringit). Després de recórrer 1,6 quilòmetres, arribem davant l'enorme casa de Ca n'Ametller. Tombem, tot seguit, a la dreta i continuem per la pista que puja en direcció nord. Recorreguts cinc-cents metres des de la casa, quan la pista gira a l'esquerra, cal prendre una pista secundària i força herbosa que surt a mà dreta. Deixem el cotxe i seguim a peu per aquesta pista, baixant en direcció a la riera. Al cap de cinc-cents metres arribem al peu del roure, molt a prop del torrent. Coordenades UTM: 31T X0413539 Y4596009.